# Albert Marenčin
Albert Marenčin, né le 26 juillet 1922 à Bystré dans le district de Vranov nad Topľou en Slovaquie orientale et mort le 9 mars 2019 à Bratislava (Slovaquie), est un écrivain surréaliste, poète, essayiste, scénariste, artiste, traducteur et critique tchécoslovaque puis slovaque.
Il a participé à l'Insurrection nationale slovaque en 1944.

## Biographie
Après avoir obtenu son diplôme de la Faculté des lettres de l'université slovaque de Bratislava, Albert Marenčin s'engage en 1944 dans la lutte contre les nazis et leurs collaborateurs de l'« État slovaque » de Mgr Jozef Tiso.
Après la Seconde Guerre mondiale, il travaille pour le journal Národná obroda, avant de poursuivre des études à Paris (Sorbonne, Sciences Po, IDHEC). Il travaille également avec le service français de Radio Prague. Il est un des responsables de la revue franco-tchécoslovaque Parallèle 50 qui disparaît rapidement faute de financements. Il accompagne la délégation tchécoslovaque à l'Assemblée générale des Nations unies en 1948. Il collabore avec le ministre des Affaires étrangères Vladimír Clementis (qui sera un peu plus tard condamné à mort lors des procès de Prague). De 1949 à 1972, il occupe divers postes dans l'industrie tchécoslovaque du cinéma (lecteur, dramaturge, scénariste, etc.) à Koliba (sk). Il enseigne également à partir de 1963 à l'École supérieure des arts de la scène de Bratislava (VŠMU).
Depuis 1965, il appartient au collège de Pataphysique à Paris, et depuis 1977, au groupe surréaliste tchécoslovaque. Il est en 1969 un des cofondateurs de la revue Analogon (cs).
En 1972, du fait de la « normalisation », il perd son emploi et n'est plus autorisé à publier. Jusqu'à sa retraite, en 1987, il travaille à la Galerie nationale slovaque (Slovenská národná galéria), tout en étant contraint à rendre compte aux services de la sécurité d'État (ŠtB) de ses divers contacts.
Après la Révolution de velours, malgré l'âge qui avance, il est sur de nombreux fronts littéraires et culturels.
Outre la publication (ou republication de ses œuvres parfois d'abord publiées en samizdat), il est à partir de 2003 coprésident du festival de poésie Cap à l'est à Banska Štiavnica, créé notamment à l'initiative de Michel de Maulne et Bernard Noël.

## Œuvre
Albert Marenčin a commencé à écrire pendant ses études. Sa première pièce est interprétée à la radio et son premier roman est publié à ce moment-là. Son travail s'inscrit dans le courant du mouvement surréaliste. Il est l'auteur de textes sur le thème de la Seconde Guerre mondiale et de scénarios basés sur des œuvres littéraires. En plus de son propre travail, il a écrit un grand nombre de traductions d'auteurs français. En tant qu'artiste, il a aussi créé des collages, il a écrit sur l'histoire de l'art et des articles de critique (Košický pustovník).

### Ouvrages
Poésie
- 1972, 1994 : Okamih pravdy
  - 1977 : L'Instant de la vérité.

Romans et autres ouvrages en prose
- 1950 Predná hliadka,
- 1979 Davidovým prakom,
- 1988 Košický pustovník,
- 1993 Ako som sa stretol s niektorými pozoruhodnými ľuďmi,
- 1996 Nikdy, kniha esejí
- 1996 Návraty na Muráň,
- 2006 Laterna Magika / La Lanterne magique (édition bilingue français/slovaque)
- 2008 Dezertéri alebo ľudský faktor, subjektivní

(les dates indiquées concernent les éditions en livre, plusieurs ouvrages ont d'abord été publiés en samizdat).
Scénarios / adaptations
- 1955 Zemianska česť
- 1959 Prerušená pieseň
- 1961 Polnočná omša
- 1964 Barnabáš Kos.

Théâtre pour la radio
- 1942 Záchranná hamovka
- 1943 Nový život.

Traductions
- Alfred Jarry, Ubu roi (Kráľ Ubu)
- Alfred Jarry, Gestes et opinions du docteur Faustroll, pataphysicien, Skutky a názory doktora Faustrolla, patafyzika
- Jacques Derrida, Apprendre à vivre enfin. Entretiens avec Jean Birnbaum, Naučiť sa konečne žiť, poslední rozhovor s J. Birnbaumem
- Jean Ferry, Le Mécanicien et autres contes, Strojvodca
- Alain Robbe-Grillet, Le miroir qui revient, V zrkadle spomienok, 2002
- Aimé Césaire Cahier d'un retour au pays natal, Zošit o návrate do rodného kraja
- Paul Valéry, Les Mauvaises Pensées et autres, Zlé myšlienky

et bien d'autres : André Breton, Jean Cocteau, Benjamin Péret, Henri Michaux, le Marquis de Sade, Eugène Ionesco, Albert Camus, Bernard Noël.
Voir ici.

## Distinctions et récompenses
- Ordre de la Grande Gidouille, décerné en 1965 pour la traduction d'Ubu roi
- Le 19 octobre 2011, il a reçu le Prix décerné par l'Association slovaque des traducteurs littéraires pour l'ensemble de son œuvre[4].
- Albert Marenčin a reçu plusieurs décorations françaises, notamment chevalier de l'ordre des Arts et des Lettres (en 1993) et chevalier de l’ordre national du Mérite (en 2001)[4].